# Adnan Erkan
Adnan Erkan (ur. 15 stycznia 1968 w Denizli) – piłkarz turecki grający na pozycji bramkarza.

## Kariera klubowa
Adnan urodził się w mieście Denizli i wychował się w tamtejszym klubie Denizlispor. Grał w nim jedynie w drużynach młodzieżowych i w 1988 roku przeszedł do Konyasporu, grającego wówczas w pierwszej lidze tureckiej. W zespole z miasta Konya był pierwszym bramkarzem, jednak po spadku tej drużyny w 1993 roku do drugiej ligi odszedł do stołecznego MKE Ankaragücü. W Ankaragücü bronił przez siedem sezonów, jednak nie odniósł większych sukcesów z tym klubem, a w 2000 roku powrócił do Denizlisporu. Przez dwa sezony grał w jego barwach w pierwszej lidze Turcji, a w 2002 roku ponownie zmienił barwy klubowe trafiając do Mersin İdman Yurdu z miasta Mersin. Przez rok grał w drugiej lidze i w 2003 roku zdecydował się zakończyć piłkarską karierę.

## Kariera reprezentacyjna
Pierwsze powołanie do reprezentacji Turcji Adnan otrzymał w grudniu 1994 na mecz ze Szwajcarią, jednak przez 90 minut siedział na ławce rezerwowych. Zadebiutował w niej dopiero 9 kwietnia 1996 roku w wygranym 1:0 towarzyskim meczu z Azerbejdżanem. W tym samym roku został powołany przez selekcjonera Fatiha Terima do kadry na Euro 96. Tam był rezerwowym dla Rüştü Reçbera i nie wystąpił w żadnym spotkaniu. Mecz z Azerbejdżanem był jego jedynym w kadrze narodowej. Występował także w reprezentacji U-21 i olimpijskiej.